# Hypoxylon ferrugineum
Hypoxylon ferrugineum är en svampart som beskrevs av G.H. Otth 1868. Hypoxylon ferrugineum ingår i släktet Hypoxylon och familjen kolkärnsvampar.   Inga underarter finns listade i Catalogue of Life.